# Архимандрит
Архимандрит (на гръцки буквално началник на мандра/овчарница, в смисъл „манастир“) е титла в християнството.
От V век е титла на игумен на манастир, например: „Печерски игумен архимандрит ...(име)...“). В ново време тази титла не е свързана единствено със сана „игумен“. При специална литургия се дава като най-високо отличие както на единични игумени, така и на други монаси, заемащи високи административни длъжности, например на ректори на духовни семинарии.